# Krajina
Krajina ( pronúncia em servo-croata: pronunciada [krâjina] ) é um topônimo eslavo, que significa ' fronteira ' ou ' marcha '. O termo está relacionado com kraj ou krai, originalmente significando 'borda'  e hoje denotando uma região ou província, geralmente distante dos centros urbanos.

## Etimologia
A palavra servo-croata krajina deriva do proto-eslavo * krajina, derivado de * krajь 'borda', relacionado a * krojiti 'cortar';   o significado original de krajina, portanto, parece ter sido 'lugar em uma borda, franja, fronteira', conforme refletido nos significados da Igreja eslava краина , kraina,  e antigo eslavo oriental окраина , okraina . 
Em algumas línguas eslavas do sul, incluindo servo-croata e esloveno, a palavra krajina ou seu cognato ainda se refere principalmente a uma fronteira, franja ou fronteira de um país (às vezes com uma defesa militar estabelecida) e, secundariamente, a uma região, área, ou paisagem.   A palavra kraj pode hoje significar um fim ou extremidade, ou região ou área. Extrapolado arcaicamente, poderia significar ' exército ' ou ' guerra ';  este significado desenvolvido a partir do significado anterior de 'borderland' de uma forma análoga à palavra francesa campagne .  O termo é equivalente ao marco alemão e ao marco francês .  No Império Habsburgo, uma grande região na Croácia moderna era chamada de Fronteira Militar ( Militärgrenze ; Vojna krajina ).
Em outras línguas eslavas (incluindo os dialetos Chakavian e Kajkavian do servo-croata), o termo tem outros significados, seja um nome territorial (cf. Krajna na Polônia, do antigo polonês kraina , que significa região, fronteira, extremidade  ) ou uma palavra que significa 'uma terra, paisagem' (por exemplo, em polonês, eslovaco, tcheco ou sorábio ). Em esloveno, a palavra significa tanto 'paisagem' quanto marcha .

O nome da Ucrânia tem uma origem linguística semelhante.

## Regiões geográficas

### Bósnia e Herzegovina
- Bosanska Krajina, em um triângulo aproximadamente entre Banja Luka, Prijedor e Bihać, e abrangendo uma área maior a oeste do rio Vrbas até Una e em direção ao Sava ao norte, enquanto ao sul faz fronteira com o Unac . Na Bósnia medieval, a região era conhecida como Donji Kraji .
- Cazinska Krajina, a fronteira da Bósnia adjacente à Croácia em torno da cidade de Cazin . Hoje constitui o Cantão Una-Sana .

### Bósnia-Herzegovina e Croácia
- Krajina, nome medieval para a(s) região(ões) na Dalmácia Central na Croácia, incluindo partes da Baixa Neretva e Herzegovina ocidental na atual Bósnia e Herzegovina . Estendia-se na direção leste-oeste desde o curso inferior do rio Neretva no leste até o rio Cetina no oeste, e na direção sul-norte dos rios Vrljika e Trebižat e as montanhas Dinara, Mosor e Biokovo no ao norte até o Mar Adriático .
  - Neretvanska krajina, zona histórica a oeste do rio Neretva e a sudoeste de Imotski ; [6]
  - Vrgoračka krajina, área em Zagora, no sul da Croácia, ao redor da cidade de Vrgorac, a sudoeste de Herzegovina e a oeste do vale Neretva, a leste de Imotska krajina ;
  - Vrlička krajina, área em Zagora, no sul da Croácia, ao redor da cidade de Vrlika, a oeste de Livanjski kraj, a noroeste de Cetinska krajina (às vezes considerada como parte de Cetinska krajina);
  - Cetinska krajina, área ao longo do vale do rio Cetina no sul da Croácia, em Zagora, a oeste da fronteira com a Herzegovina, constituída maioritariamente por Sinjsko polje .

### Croácia
- Krayna vu Otoce, nome glagolítico medieval do vale Gacka nas terras altas de Lika .
- Krajina, nome medieval para a(s) região(ões) na Dalmácia Central na Croácia, incluindo partes da Baixa Neretva e Herzegovina ocidental na atual Bósnia e Herzegovina . Estendia-se na direção leste-oeste desde o curso inferior do rio Neretva no leste até o rio Cetina no oeste, e na direção sul-norte dos rios Vrljika e Trebižat e as montanhas Dinara, Mosor e Biokovo no ao norte até o Mar Adriático .
  - uma parte da área perilitoral perto de Makarska, na Croácia, é chamada de Krajina;
  - Omiška krajina, região no interior de Omiš, em Zagora, no sul da Croácia, a oeste de Cetinska krajina;
  - o município de Krajina, um antigo município localizado entre Split e Imotski no sul da Croácia, existiu de 1912 a 1945;
  - Imotska krajina, área ao redor da cidade de Imotski, em Zagora no sul da Croácia, constituída principalmente por Imotsko polje ;
  - também o nome do clube de futebol de Imotski.
- Drniška krajina, área ao redor da cidade de Drniš, em Zagora, no sul da Croácia.
- Istarska krajina, região histórica no oeste da Croácia, área central da Ístria .
- Kninska Krajina, região ao redor de Knin no sul da Croácia, ao norte de Drniška krajina e a nordeste de Cetinska krajina.
- Sinjska krajina, área em Zagora, no sul da Croácia, ao redor da cidade de Sinj, a oeste de Livanjski kraj, a sudeste de Vrlička krajina (às vezes considerada parte de Cetinska krajina).
- Krajina também é um sobrenome croata.

### Montenegro
- Skadarska Krajina, região ao norte de Bar e Ulcinj, do outro lado da montanha. Faz fronteira com o Lago Skadar em sua borda norte.

### Polônia
- Krajna, região histórica na fronteira entre a Grande Polônia e a Pomerânia .

### Sérvia
- Vale Timok ( em sérvio:  Тимочка Крајина, transl. Timočka Krajina     ), região fronteiriça da Sérvia adjacente à Bulgária, ao redor do rio Timok .
  - Vale Negotin ( em sérvio:  Неготинска Крајина, transl. Negotinska Krajina     ), uma parte do vale Timok ao redor da cidade de Negotin .
- Krajina de Koča, uma área libertada durante a oitava guerra austro-turca .

### Eslovênia
- White Carniola ( em esloveno:  Bela krajina   ), fronteira da Eslovênia adjacente à Croácia.

## Regiões políticas
Subdivisões da Áustria-Hungria :
- - Fronteira militar ( em servo-croata:  Vojna krajina   , em alemão:  Militärgrenze   ), fronteira do Império Austríaco contra o Império Otomano . Foi ainda dividido em:
    - Banat Krajina (na fronteira sérvio-romena);
    - Krajina croata (na fronteira do oeste da Croácia com a Bósnia);
    - Eslavo Krajina (na fronteira da Sérvia e leste da Croácia com a Bósnia).

Unidades políticas formadas por rebeldes sérvios no início da Guerra da Independência da Croácia (1991–95):
- República da Sérvia Krajina (1991–95)
- SÃO Krajina
- SAO Kninska Krajina, usado por alguns desde as Guerras Iugoslavas para significar duas regiões, Knin e seus arredores, e em maior medida Krajina propriamente dita (a parte principal da República da Krajina Sérvia).
- SAO Eslavônia Oriental, Baranja e Syrmia Ocidental, às vezes chamada de Podunavska Krajina

Unidade política formada pelos sérvios no prelúdio (1991) da Guerra da Bósnia (1992–95):
- SAO Bosanska Krajina

Onde o termo Krajina sérvio ou Krajina sozinho é usado, geralmente se refere à antiga República da Krajina sérvia.
Na Rússia :
- Em russo, kray ( край ) é a palavra para os territórios da Rússia, uma subdivisão de segundo nível.

Na Eslováquia :
- Em eslovaco, kraj é usado para as regiões da Eslováquia, uma subdivisão de primeiro nível.

Na República Tcheca :
- Em tcheco, kraj é usado para as regiões da República Tcheca, uma subdivisão de primeiro nível.

Na Ucrânia :
- Em ucraniano, krajina ( країна ) significa 'país, terra', enquanto Ukrajina é o nome do país. Veja também: Nome da Ucrânia .

## Pessoas
- Krajina Belojević, um duque sérvio do século 9 no Principado da Sérvia